# Vor der Hardt (Barmen)
Vor der Hardt ist eine Ortslage in der bergischen Großstadt Wuppertal. Die Ortslage ist aus einem mittelalterlichen Barmer Hof hervorgegangen.

## Lage und Beschreibung
Die Ortslage befindet sich auf einer Höhe von 184 m ü. NHN im Norden des Wohnquartiers Loh des Stadtbezirks Barmen an der heutigen Burgunderstraße/Rudolfstraße in Höhe der Einmündung des Dietrich-Bonhoeffer-Wegs. Südlich der Ortslage befindet sich in Hanglage des Hardtbergs eine umfangreiche Kleingartenanlage.

## Etymologie und Geschichte

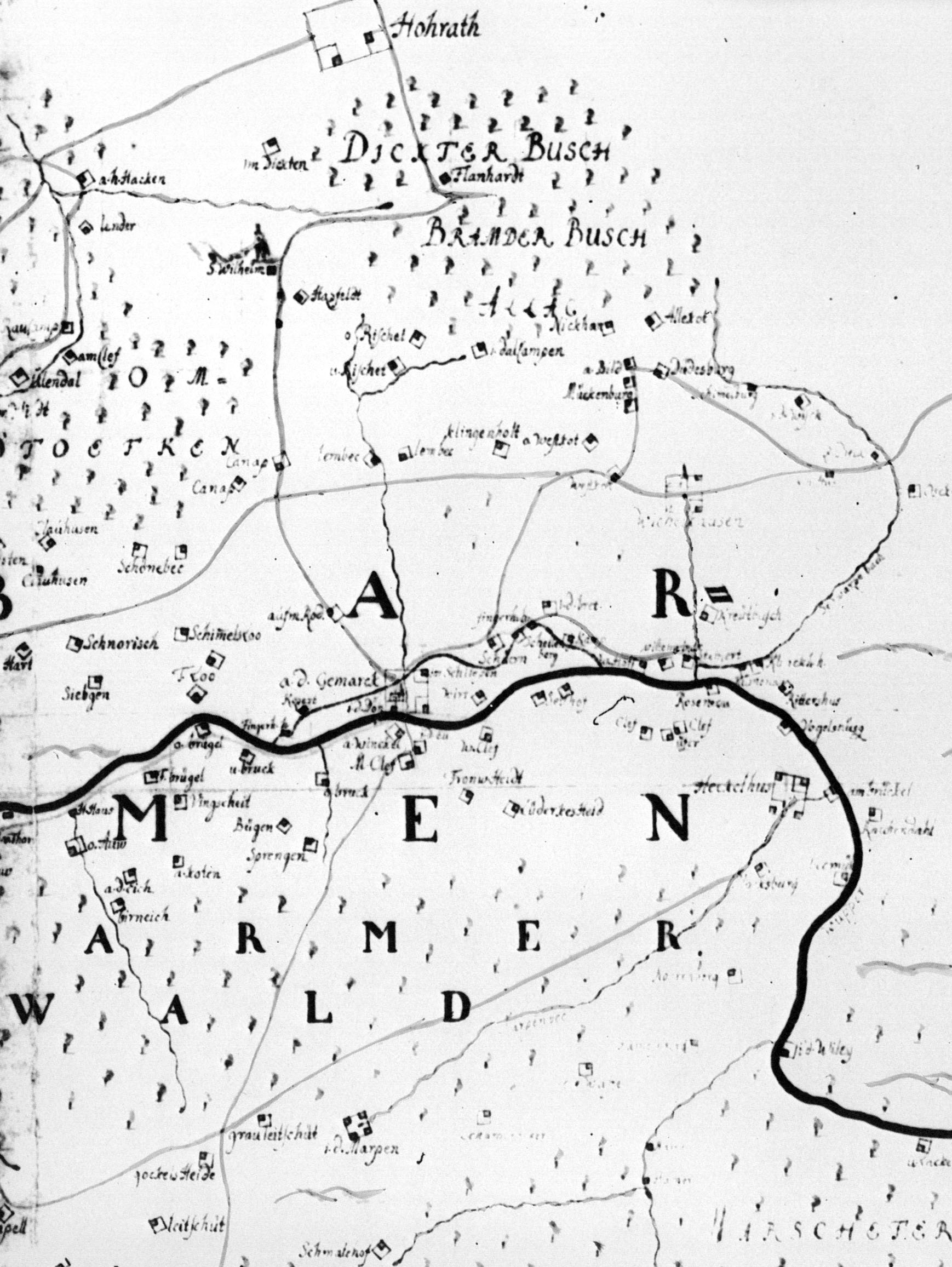
Karte der Hofschaften im Gebiet des heutigen Barmen von Erich Philipp Ploennies (1715)

Vor der Hardt ist ein ortsbeschreibender Name, der die Lage am Hardtberg und des seit dem Mittelalter so bezeichnete Elberfelder-Barmer Grenzgebietes Hardt bezeichnet. Hardt, Hard, Har ist dabei eine Bezeichnung für Wald, Waldhöhe, Bergwald.
Vor der Hardt gehörte im 17. Jahrhundert zum Höfeverband des Oberhofs Wichlinghausen in Oberbarmen und war ein Allod des Grafen von der Mark. Territorial lag das Gebiet um Vor der Hardt als Teil von Unterbarmen ab dem späten 14. Jahrhundert im bergischen Amt Beyenburg. Kirchlich gehörte es bis zur Einrichtung einer eigenen Barmer Pfarrei dem Kirchspiel Elberfeld an. Innerhalb des Amtes wurde Vor der Hardt in der Barmer Bauerschaft geführt.
1715 wird Vor der Hardt als Hart auf der Topographia Ducatus Montani des Erich Philipp Ploennies verzeichnet. Mit den übrigen Höfen in der Bauerschaft Barmen war Vor der Hardt bis 1806 Teil des bergischen Amtes Beyenburg. 1815/16 lebten 180 Einwohner im Ort.
1832 gehörte der Ort zur Section l der ländlichen Außenbürgerschaft der Stadt Barmen. Der laut der Statistik und Topographie des Regierungsbezirks Düsseldorf als Einzelhäuser kategorisierte Ort besaß zu dieser Zeit 17 Wohnhäuser und sechs landwirtschaftliche Gebäude. Zu dieser Zeit lebten 137 Einwohner im Ort, 24 katholischen und 113 evangelischen Glaubens.
Die Ortslage war unter diesem Namen bis in die Mitte des 20. Jahrhunderts eigenständig, ging aber seitdem in die Gewerbe- und Wohnbebauung an der Rudolfstraße auf.